# Moutoux
Moutoux és un municipi francès situat al departament del Jura i a la regió de Borgonya - Franc Comtat. L'any 2007 tenia 58 habitants.

## Demografia

### Població
El 2007 la població de fet de Moutoux era de 58 persones. Hi havia 24 famílies de les quals 4 eren unipersonals (4 homes vivint sols), 8 parelles sense fills, 4 parelles amb fills i 8 famílies monoparentals amb fills.
La població ha evolucionat segons el següent gràfic:
Habitants censats

### Habitatges
El 2007 hi havia 37 habitatges, 25 eren l'habitatge principal de la família, 8 eren segones residències i 4 estaven desocupats. 29 eren cases i 7 eren apartaments. Dels 25 habitatges principals, 17 estaven ocupats pels seus propietaris i 8 estaven llogats i ocupats pels llogaters; 1 tenia una cambra, 1 en tenia dues, 6 en tenien tres, 3 en tenien quatre i 14 en tenien cinc o més. 22 habitatges disposaven pel capbaix d'una plaça de pàrquing. A 10 habitatges hi havia un automòbil i a 14 n'hi havia dos o més.

### Piràmide de població
La piràmide de població per edats i sexe el 2009 era:
| Homes | Edats   | Dones |
| ----- | ------- | ----- |
| 0     | 95 o +  | 0     |
| 0     | 90 a 94 | 0     |
| 0     | 85 a 89 | 0     |
| 0     | 80 a 84 | 0     |
| 0     | 75 a 79 | 0     |
| 4     | 70 a 74 | 4     |
| 0     | 65 a 69 | 0     |
| 0     | 60 a 64 | 0     |
| 4     | 55 a 59 | 0     |
| 0     | 50 a 54 | 0     |
| 0     | 45 a 49 | 0     |
| 0     | 40 a 44 | 0     |
| 0     | 35 a 39 | 4     |
| 12    | 30 a 34 | 4     |
| 0     | 25 a 29 | 0     |
| 0     | 20 a 24 | 0     |
| 0     | 15 a 19 | 0     |
| 4     | 10 a 14 | 0     |
| 0     | 5 a 9   | 0     |
| 4     | 0 a 4   | 4     |

## Economia
El 2007 la població en edat de treballar era de 35 persones, 30 eren actives i 5 eren inactives. De les 30 persones actives 26 estaven ocupades (17 homes i 9 dones) i 4 estaven aturades (1 home i 3 dones). De les 5 persones inactives 2 estaven jubilades i 3 estaven classificades com a «altres inactius».
Activitats econòmiques
Els 2 establiments que hi havia el 2007 eren d'empreses de comerç i reparació d'automòbils.
Els 2 establiments comercials que hi havia el 2009 eren botigues de mobles.

## Poblacions més properes
El següent diagrama mostra les poblacions més properes.